# Sabeltrigonella
Sabeltrigonella (Trigonella esculenta) är en ärtväxtart som beskrevs av Carl Ludwig von Willdenow. I den svenska databasen Dyntaxa används istället namnet Trigonella corniculata. Enligt Catalogue of Life ingår Sabeltrigonella i släktet trigonellor och familjen ärtväxter, men enligt Dyntaxa är tillhörigheten istället släktet trigonellor och familjen ärtväxter. Arten har ej påträffats i Sverige. Inga underarter finns listade i Catalogue of Life.